# Volley Treviso
Il Volley Treviso è una società pallavolistica maschile italiana con sede a Treviso: milita nel campionato di Serie B.

## Storia

### Da Vittorio Veneto a Treviso

Kim Ho-chul alza una veloce in maglia Sisley nella stagione d'esordio 1987-1988

La società nacque nel 1987 acquisendo i diritti sportivi dell'Antares Vittorio Veneto, società neo promossa in serie A2, e con l'ingresso nella società, in qualità di socio e di sponsor, della famiglia Benetton con il marchio Sisley.
L'obiettivo era quello di arrivare ai vertici della pallavolo nazionale e per questo vengono ingaggiati giocatori del calibro di Kim Ho-chul, Andrea Anastasi e Pierpaolo Lucchetta: la stagione 1987-1988 si conclude con il primo posto nel girone A, dopo un duello testa a testa con il Moka Rica Ravenna e la promozione nella massima serie.
La stagione successiva, rinforzata da Andrea Gardini, la squadra, al primo anno in serie A1 centra un prestigioso terzo posto nella regular season, e nei play-off, dopo la vittoria nei quarti di finale contro il Petrarca Padova, perde nettamente per tre partite a zero contro i futuri campioni d'Italia della Panini Modena. Anche in Coppa Italia la formazione guidata da Nerio Zanetti deve arrendersi alla formazione emiliana.
La stagione successiva la squadra, rinforzata dall'opposto svedese Bengt Gustafson, e guidata in panchina dal nuovo allenatore brasiliano Paulo Sevciuc si ferma in semifinale, questa volta è la Maxicono Parma a festeggiare la vittoria dello scudetto.
Arrivano però le prime soddisfazioni in Europa: la finale della Coppa delle Coppe è il primo traguardo storico, che si infrange però nuovamente contro il Maxicono Parma del Grande Slam.

### Gli anni '90: l'era Montali e i primi successi in Italia e in Europa

Gian Paolo Montali, allenatore del Treviso nel quinquennio 1991-1996

La stagione 1990-1991 si apre con l'ingaggio dalla Philips Modena degli schiacciatori Lorenzo Bernardi e Luca Cantagalli e di Paolo Tofoli in cabina di regia, del bulgaro Dimo Tonev al posto di Andrea Gardini, passato a Il Messaggero Ravenna, e dello svedese Anders Kristiansson come allenatore. La stagione è assai travagliata, dati i problemi di salute dell'allenatore svedese e nel marzo del 1991 arriva sulla panchina orogranata Gian Paolo Montali, che conquista il primo successo in Europa: la Coppa CEV contro il Radiotechnik Riga. In campionato invece, dopo il quinto posto in regular season, al Sisley viene eliminata nelle semifinali dei play-off da Il Messaggero Ravenna.
Dopo una stagione altalenante, il 1992-1993 segna grandi novità di mercato con gli arrivi di Gilberto Passani e degli olandesi Jan Posthuma e Ron Zwerver, capitano della sua nazionale. Il primo grande appuntamento, la Coppa del mondo per club organizzata al PalaVerde, è a favore della Misura Mediolanum Milano, ma nella primavera del 1993 la squadra di Montali conquista il primo trofeo nazionale, la Coppa Italia 1992-1993 contro il Maxicono Parma, successo che fa da apripista alla vittoria, per la seconda volta, della Coppa CEV contro il Charro Padova. La maledizione dei play off però continua, ed è ancora in semifinale che si ferma la Sisley: è ancora la Misura Mediolanum Milano a prevalere in cinque gare.
In estate la squadra viene rinforzata dall'opposto brasiliano Marcelo Negrão e dal ritorno di Andrea Gardini, con Luca Cantagalli che ritorna a Modena. Tutto la stagione si contraddistingue per la lotta contro il Milan Milano di Andrea Zorzi, ma è sempre la Sisley che ne esce vittoriosa: dapprima con la vittoria della Coppe delle Coppe 1993-1994, e poi, con il primo storico scudetto.
Ed è proprio l'arrivo di Andrea Zorzi in sostituzione di Negrão il grande colpo del mercato trevigiano, e subito riprende il cammino vittorioso della squadra di Montali con la vittoria della Supercoppa europea 1994 contro l'Edilcuoghi Ravenna, e, sempre contro Ravenna del titolo continentale: la Coppa dei Campioni. In campionato la Sisley domina la regular season, ma la finale scudetto, è contro tutti i pronostici una cavalcata della Daytona Las Modena, capace di imporsi per 3 gare a zero. Sempre la squadra emiliana aveva precedentemente conquistato, sempre a spese della compagine di Montali, la Coppa Italia 1994-1995.

La festa per il primo scudetto della Sisley nella stagione 1993-1994

Il mercato estivo segna l'arrivo del centrale ucraino Alexander Shadchin, ed è sempre Modena a confermarsi la bestia nera: è difatti la formazione emiliana a conquistare la Supercoppa europea 1995 e ad eliminare Treviso in semifinale della Coppa dei Campioni 1995-1996, con un quarto posto finale dopo la sconfitta contro gli jugoslavi del Vojvodina Novi Sad. In Italia è invece l'Alpitour Traco Cuneo il contendente principale: i piemontesi vincono la dapprima la Supercoppa Italiana 1995 e poi la Coppa Italia 1995-1996, ma si devono arrendere nella finale scudetto che porta a due i campionati conquistati dagli orogranata.
Al termine della stagione Montali, dopo 5 anni, lascia la squadra, e si accasa alla formazione greca dell'Olympiakos Syndesmos Filathlōn Peiraiōs.

### La parentesi di Kim

Ron Zwerver schiaccia per la Sisley

Al suo posto viene chiamato Kim Ho-chul, che già aveva vestito maglia orogranata. Il mercato segna gli arrivi di Dmitrij Fomin, al posto di Zorzi, e di Pasquale Gravina al centro. La stagione è tuttavia segnata fin dall'inizio a causa dell'infortunio subito da Bernardi durante le Olimpiadi di Atlanta che lo costringono a saltare quasi tutta la stagione. E ancora una volta la finale scudetto si gioca contro Modena che fa suo il campionato.
In estate lascia la squadra anche Paolo Tofoli e al suo posto arriva l'alzatore olandese Peter Blangé.

### L'era Bagnoli e il dominio in Italia e in Europa
Nel marzo del 1998 Ho-Chul viene sostituito da Daniele Bagnoli, che porta alla conquista della Coppa CEV 1997-1998 contro il Knack Roeselare, la terza nella storia, e sempre tre è il numero di campionati vinti, a spese dell'Alpitour Traco Cuneo sconfitta in tre gare.
Il 1998-1999 è la stagione dei quattro titoli. L'addio a Zwerver viene compensato dall'arrivo di Samuele Papi, e la formazione guidata da Bagnoli inizia a cogliere un successo dopo l'altro: la Supercoppa italiana contro l'Unibon Modena, la Supercoppa europea contro i belgi del Maaseik, la seconda Coppa dei Campioni sempre contro il Maaseik. La sfortunata finale di Coppa Italia persa contro il TNT Alpitour Cuneo, viene però presto dimenticata dalla conquista del quarto scudetto, il secondo consecutivo, contro Casa Modena Unibon, con un nuovo protagonista inaspettato: Alberto Cisolla.

La Sisley della stagione 1999-2000, vincitrice di Coppa Italia, Supercoppa europea e Coppa dei Campioni

In estate si assiste ad una rivoluzione: gli addii di Peter Blangé e di Andrea Gardini, sostituiti dal nazionale jugoslavo Nikola Grbić e da quello argentino Marcos Milinković. Anche il sistema di gioco cambia con l'introduzione del rally point system. La prima vittoria della stagione è la seconda Coppa Italia vinta contro il BS Lat-Bossini Montichiari, e soprattutto la riconferma sul tetto d'Europa con la terza Coppa dei Campioni vinta contro il Verein für Bewegungsspiele Friedrichshafen. In campionato invece i tanti infortuni limitano il gioco e, a sorpresa, gli orogranata vengono eliminati ai quarti di finale dall'Iveco Palermo.

### La stagione di Lozano

Un attacco di Dmitrij Fomin in maglia trevigiana

In estate si assiste ad un via-vai sull'asse Treviso-Modena: mister Bagnoli va in Emilia, sostituito in panchina dall'argentino Raúl Lozano, e a Treviso giungono Fabio Vullo in cabina di regia, e Bas van de Goor al centro. La Sisley vince subito la Supercoppa italiana contro la Ford per il Bambino Gesù Roma, ma in Europa, alla terza finale consecutiva della European Champions League perde con la sorpresa Paris Volley. Dopo un'altra finale persa, quella della Coppa Italia 2000-2001 vinta dalla Lube Banca Marche Macerata, in campionato la squadra guidata da Cisolla vince in finale contro l'Asystel Milano, conquistando così il 5º scudetto della propria storia.

### La seconda era Bagnoli: i 4 scudetti in 6 anni e la 4ª Champions League
L'inizio della stagione 2001-2002 vede il clamoroso ritorno in panchina di Bagnoli, e la vittoria della Supercoppa italiana contro la Lube Banca Marche Macerata dell'ex Pasquale Gravina, sostituito al centro dal giovane Alessandro Fei. La stagione, vista anche la malattia che colpisce van de Goor che lo costringe a saltare quasi tutta la stagione, è segnata dalle delusioni patite in Coppa Italia (eliminata ai quarti di finale dalla Noicom Brebanca Cuneo) e in Champions League (eliminazione nella prima fase a gironi), e dalla sconfitta in finale scudetto contro Modena.
L'estate del 2002 segna una vera e propria rivoluzione in squadra con gli addii di capitan Bernardi dopo 12 anni e dei veterani Vullo, van de Goor e Fomin e l'innesto nel sestetto base dei giovani Vermiglio in regia, di Tencati al centro, e del nazionale russo Stanislav Dinejkin come opposto. La fascia di capitano viene affidata a Samuele Papi. Il nucleo giovane ottiene subito grandi risultati con il raggiungimento della finale della Coppa Italia 2002-2003, persa poi contro la Lube Banca Marche Macerata, dimenticata presto però dalla vittoria della Coppa CEV 2002-2003 proprio ai danni di Macerata. In campionato la squadra domina la regular season e ottiene il suo sesto scudetto nelle finali contro la Kerakoll Modena.

Lorenzo Bernardi, capitano dei trevigiani per sei stagioni

L'anno successivo, riconfermato in toto il gruppo, è quello del Grande Slam italiano: vittoria della Supercoppa italiana (la 4ª) contro la Lube Banca Marche Macerata, della Coppa Italia (la 3ª), contro la BreBanca Lannutti Cuneo e del 7º scudetto contro la Copra Asystel Ventaglio Piacenza.
Nell'estate del 2004 Dinejkin ritorna in Russia, rimpiazzato con una soluzione "casalinga": lo spostamento di Fei come opposto. Al centro viene ingaggiato il neo-campione olimpico brasiliano Gustavo, e dopo tre anni fa il suo ritorno Pasquale Gravina. La nuova stagione inizia subito con un successo, la Supercoppa italiana vinta ai danni della BreBanca Lannutti Cuneo. In Europa tuttavia la squadra orogranata viene eliminata ai quarti di Champions League dai russi della Lokomotiv-Belogor'e, ma dopo la sconfitta rimediata la formazione di Bagnoli inizia a riprendere la propria marcia vincente con la conquista della Coppa Italia 2004-2005 vinta contro la sorpresa Tonno Callipo Vibo Valentia, e dello scudetto numero 8 - il 3º consecutivo - ai danni della RPA LuigiBacchi.it Perugia.
La nuova stagione si apre con la vittoria della sesta Supercoppa italiana, ma l'obiettivo dichiarato è la vittoria in ambito europeo. Nelle final four della Champions League 2005-2006 la Sisley vince dapprima contro la Dinamo Mosca dell'ex Dinejkin, e in finale contro l'Īraklīs Salonicco, conquistando per la quarta volta il massimo titolo continentale. L'accoppiata Champions League-Scudetto sfuma però con la sconfitta nella finale dei play off contro la Lube Banca Marche Macerata.
In Italia la Sisley si riconferma nuovamente padrona con la conquista della Coppa Italia 2006-2007 ai danni della M. Roma Volley con un protagonista inaspettato: il palleggiatore egiziano Abdalla Ahmed, che sostituisce l'infortunato Vermiglio, e che viene nominato MVP delle finali. I play off scudetto sono un vero e proprio dominio con la vittoria nella finalissima contro la Copra Berni Piacenza, e la conquista del 4º scudetto della seconda "era Bagnoli". L'unica amarezza giunge dall'Europa con l'eliminazione ai quarti di finale, per mano dei tedeschi del Verein für Bewegungsspiele Friedrichshafen, nel corso della Champions League 2006-2007.

### Il dopo Bagnoli: alla ricerca di una nuova identità

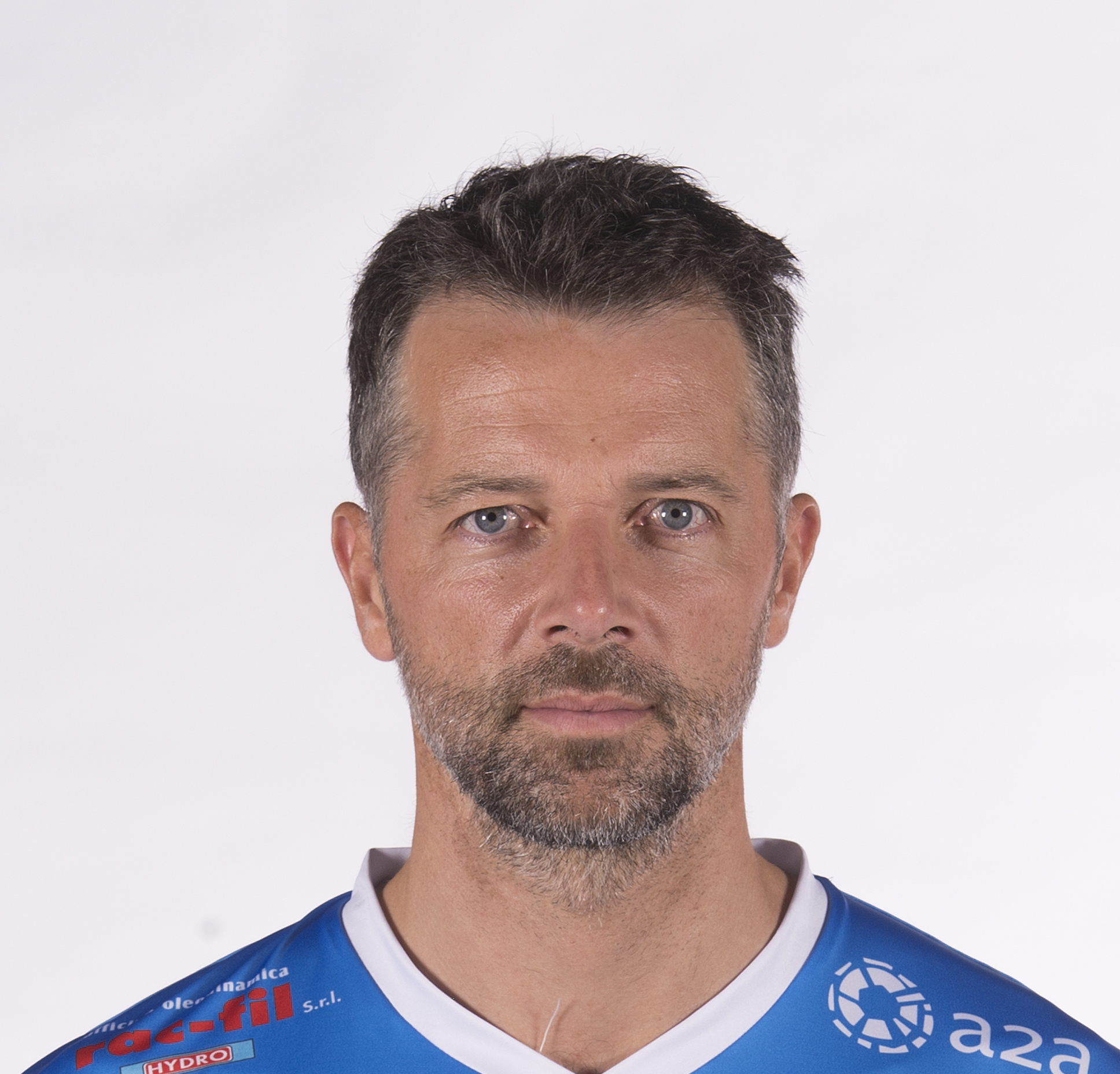
Alberto Cisolla, fedelissimo del club dal 1994 al 2009

Nell'estate del 2007 Bagnoli si trasferisce in Russia, e in panchina siede il brasiliano Renan Dal Zotto. Anche il mercato porta volti nuovi: il palleggiatore francese Pierre Pujol e il centrale tedesco Stefan Hübner, dopo gli addii di Vermiglio (passato a Macerata) di Tencati (a Modena). La stagione però si rivela avara di soddisfazioni: ad eccezione della vittoria della Supercoppa italiana vinta contro la M. Roma Volley, sia la partecipazione in Champions League che in Coppa Italia vedono la Sisley fermarsi alle semifinali, mentre in campionato la squadra perde al primo turno contro la Copra Nordmeccanica Piacenza.
Nell'estate del 2008 il mercato segna l'arrivo del palleggiatore brasiliano Ricardo ma la stagione non decolla mai e anzi a dicembre Dal Zotto viene sostituito da "Pupo" Dall'Olio: la squadra non incanta né in Europa (eliminazione ai quarti della Challenge Cup) né in Italia con l'accesso ai play off agguantato solo all'ultima giornata con la successiva eliminazione al primo turno per mano della Lube Banca Marche Macerata.
La delusione subita porta ad un totale rifondazione: in panchina Roberto Piazza, storico vice di Bagnoli, e un nuovo gruppo di giovani, Johannes Bontje e Giorgio De Togni al centro, e Robert Horstink e Gabriele Maruotti come schiacciatori, con l'addio ad Alberto Cisolla e con Samuele Papi chiamato a far da chioccia. La stagione tra alti e bassi vede la BreBanca Lannutti Cuneo come "bestia nera": è difatti la formazione piemontese a sconfiggere, sempre in semifinale, Treviso sia in Coppa Italia che in campionato.
Nell'estate 2010 viene annunciato l'acquisto di tre nuovi giocatori, Dante Boninfante, Pierre Pujol e Novica Bjelica, e la cessione di quattro giocatori come il palleggiatore Ricardo Garcia, il centrale Emanuel Kohút, il secondo palleggiatore Bertrand Carletti e il giovane opposto Giulio Sabbi.
La stagione 2010-2011 si apre con Treviso in lotta oltre che per il campionato anche per la Champions League. Dopo una serie di prestazioni in ambito internazionale deludenti da parte degli orogranata, la squadra si trova eliminata dalla Champions League, ottenendo però diritto a partecipare alla fase finale di coppa Cev Cup. In campionato gli orogranata disputano un torneo mediocre, tra alti e bassi, senza riuscire a ripetere i successi dell'anno precedente ed escono inoltre sconfitti dalle semifinali di Coppa Italia perdendo contro Trento. In ambito internazionale la Sisley però disputa delle ottime prove riuscendo infatti a qualificarsi per le semifinali di Cev Cup contro il Resovia. Sconfitti i polacchi, la Sisley si aggiudica così l'accesso alla finale, che verrà disputata in due gare (andata/ritorno), contro i polacchi dello Zaksa. La finale di andata, disputata a Belluno il 9 marzo vede vittoriosa la squadra polacca, che supera al tie-break gli orogranata. Ma la reazione della Sisley non tarda ad arrivare e infatti la squadra trevigiana si aggiudica la gara di ritorno in casa dello Zaksa, vincendo inoltre il golden set e riuscendo così a trovare il successo, il quinto nella sua storia, nella competizione.
Nella stagione 2010-2011 ha giocato tutte le partite interne di Champions League e poi di Cev Cup a Belluno.

### L'addio dei Benetton, il trasferimento a Belluno e la Serie B2

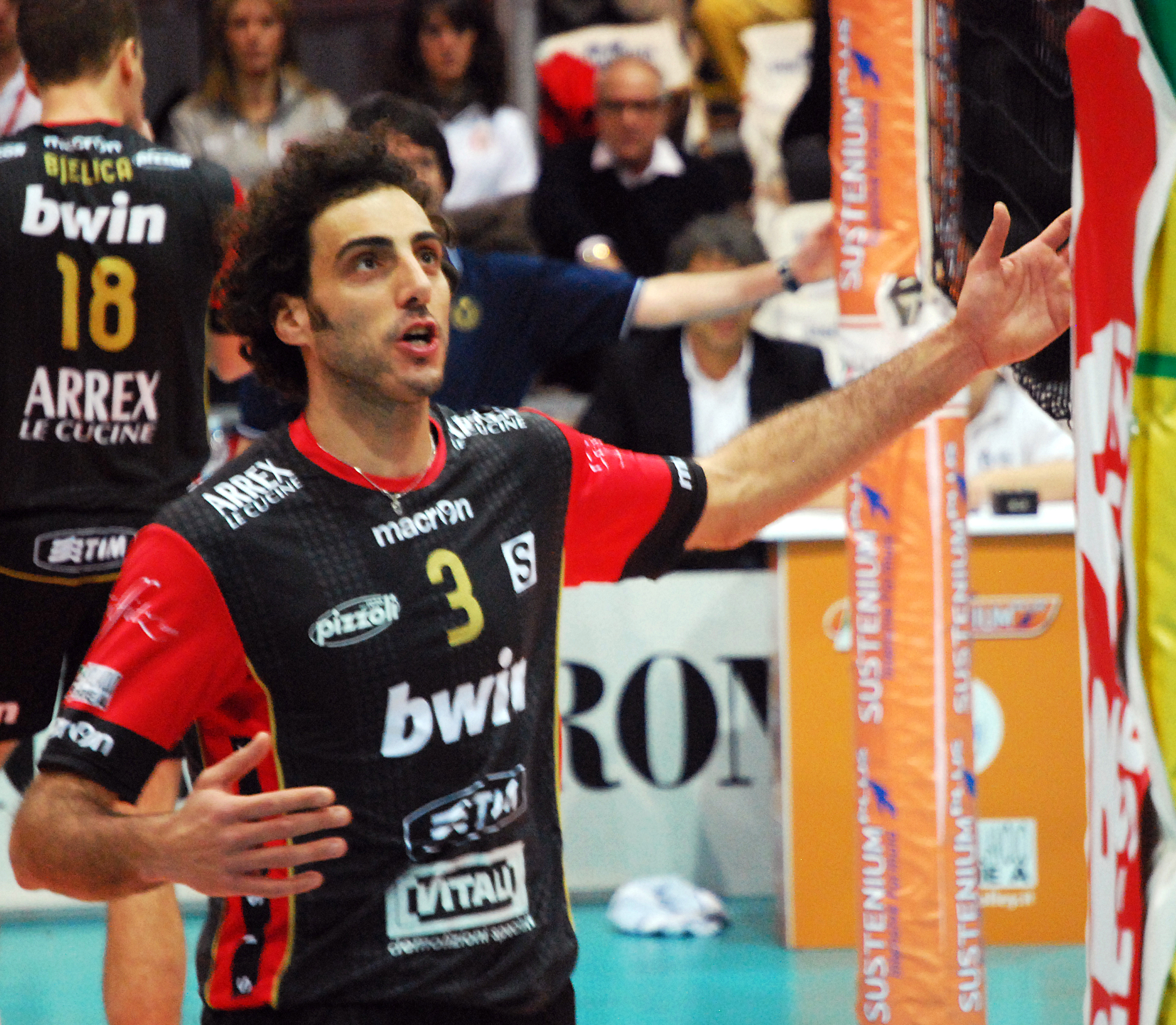
Alessandro Fei, al Treviso dal 2001 al 2012

Nel febbraio 2011 la famiglia Benetton annuncia che, dall'anno seguente, lascerà la pallavolo e il basket. Addirittura si pensa che il volley potrebbe lasciare Treviso già nell'immediato. Al termine del campionato 2010-11 tutti i giocatori se ne vanno e si accasano da altre parti, nel mentre la proprietà cerca potenziali acquirenti: si fanno le voci di Massimo Mezzaroma, che porterebbe tutti i giocatori nella sua M. Roma Volley, ma anche di altri imprenditori locali e non solo, come la famiglia Della Valle. Alla fine la soluzione arriva "in casa" grazie alla collaborazione con il presidente della Pallavolo Belluno, Mario Bez: non è un'acquisizione del titolo sportivo ma solo un trasferimento di città nella speranza di trovare nuova linfa per il futuro. Il campo di gioco diventa quindi la Spes Arena, mentre la sede societaria rimarrà ancora un anno a Treviso, ma con il progetto di completare il trasferimento nel 2012.
La Sisley perde così alcuni suoi "gioielli": il capitano Samuele Papi (passato a Piacenza), Gabriele Maruotti, Novica Bjelica e Dante Boninfante (passati invece alla MRoma Volley), il centrale olandese Johannes Bontje.  Nonostante le voci di mercato che davano Alessandro Fei come nuovo acquisto di Casa Modena, il giocatore ha invece smentito e ha appoggiato il progetto Sisley Belluno, diventandone così il capitano e una bandiera su cui i potenziali protagonisti della futura società sperano di poter costruire una nuova, lunga stagione. Alla chiusura della prima fase di mercato, il 13 luglio 2011, avvenuta in un clima di incertezza fino all'ultimo secondo sul destino di alcuni giocatori Sisley richiesti da altre società, si apprendeva che il libero Alessandro Farina sarebbe rimasto alla Sisley, mentre lo schiacciatore ricevitore Jiří Kovář avrebbe cambiato maglia.
A un anno dall'operazione salvataggio, la Sisley Belluno ha chiuso il suo campionato al quarto posto per poi essere però eliminata ai play-off giocati in casa. All'inizio di aprile 2012, il futuro della società era ancora incerto, vista la necessità di recuperare un nuovo sponsor per sostenere economicamente l'attività sportiva. Due mesi dopo, la società non ha presentato la propria iscrizione per la stagione sportiva successiva. Con l'uscita di scena della famiglia Benetton, la società ha ripreso la propria attività dalla Serie B2 (dal 2016-2017 rinominata Serie B).

## Colori e simboli
I colori ufficiali della Volley Treviso sono l'oro e il granata.

## Allenatori
- Vittorino Marangon 1987-1988
- Nerio Zanetti 1988-1989
- Paulo Sevciuc 1989-1990
- Anders Kristiansson 1990-mar. 1991
- Gian Paolo Montali mar. 1991-1996
- Kim Ho-chul 1996- feb. 1998
- Daniele Bagnoli feb. 1998-2000
- Raúl Lozano 2000-2001
- Daniele Bagnoli 2001-2007
- Renan Dal Zotto 2007- nov. 2008
- Francesco Dall'Olio nov. 2008-2009
- Roberto Piazza 2009-2012

### Gli allenatori più vincenti
| # trofei | Allenatore         | Periodo                    | Trofei |
| -------- | ------------------ | -------------------------- | --- |
| 21       | Daniele Bagnoli    | feb. 1998-2000 e 2001-2007 | Campionati: 6 (1997-1998, 1998-1999, 2002-2003, 2003-2004, 2004-2005, 2006-2007) Coppe Italia: 4 (1999-2000, 2003-2004, 2004-2005, 2006-2007) Supercoppa italiana: 5 (1998, 2001, 2003, 2004, 2005) Champions League: 3 (1998-1999, 1999-2000, 2005-2006) Coppe CEV: 2 (1997-1998, 2002-2003) Supercoppa europea: 1 (1999) |
| 8        | Gian Paolo Montali | mar. 1991-1996             | Campionati: 2 (1993-1994, 1995-1996) Coppe Italia: 1 (1992-1993) Champions League: 1 (1994-1995) Coppa delle Coppe: 1 (1993-1994) Coppe CEV: 2 (1990-1991, 1992-1993) Supercoppa europea: 1 (1994) |
| 2        | Raúl Lozano        | 2000-2001                  | Campionati: 1 (2000-2001) Supercoppa italiana: 1 (2000) |
| 1        | Renan Dal Zotto    | 2007- nov. 2008            | Supercoppa italiana: 1 (2007) |
| 1        | Roberto Piazza     | 2009-2012                  | Coppa CEV: 1 (2010-2011) |

## Pallavolisti

### Capitani
- Pierpaolo Lucchetta (1987-1990)
- Lorenzo Bernardi (1990-1993)
- Andrea Gardini (1993-1999)
- Lorenzo Bernardi (1999-2002)
- Samuele Papi (2002-2011)
- Alessandro Fei (2011-2012)

### I primatisti

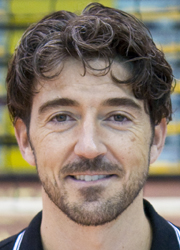
Alessandro Farina

Partite totali disputate con la maglia della Sisley. Aggiornato al termine della stagione 2009-2010.
| #   | Giocatore         | Ruolo         | partite |
| --- | ----------------- | ------------- | ------- |
| 1°  | Alessandro Farina | libero        | 600     |
| 2°  | Samuele Papi      | schiacciatore | 536     |
| 3°  | Alberto Cisolla   | schiacciatore | 496     |
| 4°  | Lorenzo Bernardi  | schiacciatore | 464     |
| 5°  | Alessandro Fei    | opposto       | 388     |
| 6°  | Luca Tencati      | centrale      | 341     |
| 7°  | Andrea Gardini    | centrale      | 332     |
| 8°  | Paolo Tofoli      | palleggiatore | 310     |
| 9°  | Valerio Vermiglio | palleggiatore | 280     |
| 10° | Ron Zwerver       | schiacciatore | 265     |
| 11° | Dmitrij Fomin     | opposto       | 243     |
| 12° | Pasquale Gravina  | centrale      | 234     |
| 13° | Gustavo           | centrale      | 232     |

## Palmarès

Il logo del club nel periodo di proprietà della famiglia Benetton, il più vittorioso nella pallavolo trevigiana.

- Campionato italiano: 9

1993-94, 1995-96, 1997-98, 1998-99, 2000-01, 2002-03, 2003-04, 2004-05, 2006-07
- Coppa Italia: 5

1992-93, 1999-00, 2003-04, 2004-05, 2006-07
- Supercoppa italiana: 7

1998, 2000, 2001, 2003, 2004, 2005, 2007
- CEV Champions League: 4

1994-95, 1998-99, 1999-00, 2005-06
- Coppa delle Coppe / Coppa CEV: 2

1993-94, 2010-11
- Coppe CEV / Challenge Cup: 4

1990-91, 1992-93, 1997-98, 2002-03
- Supercoppa europea: 2

1994, 1999